# أندريه بيرغ
أندريه بيرغ (بالفرنسية: André Berge)‏ هو محلل نفساني وكاتب وكاتب للأطفال وكاتب طبي فرنسي، ولد في 24 مايو 1902 في الدائرة السادسة عشرة في باريس في فرنسا، وتوفي في 27 أكتوبر 1995 في نويي-سور-سين في فرنسا.